# The Appeal of Conscience Foundation
The Appeal of Conscience Foundation ist eine 1965 vom US-amerikanischen Rabbi Arthur Schneier gegründete Stiftung, die sich als interkonfessionelle Partnerschaft zwischen spirituellen Führern versteht, die zusammenkommen, um für „Frieden, Toleranz und die Lösung ethnische Konflikte“ zu arbeiten.
Die Stiftung vergibt unter anderem den World Statesman Award. Dieser wurde Henry Kissinger, Rupert Murdoch, Peter George Peterson (Blackstone Group), Nicolas Sarkozy und Gordon Brown verliehen sowie den deutschen Politikern Gerhard Schröder, Hans-Dietrich Genscher, Richard von Weizsäcker und Angela Merkel.